# Francisc Șimon
Francisc Șimon (n. 8 ianuarie 1927, Mureș-Oșorhei, România – d. 12 ianuarie 2005, Târgu Mureș, România) a fost un jucător român de polo pe apă. A concurat la Jocurile Olimpice de vară din 1952 și la Jocurile Olimpice de vară din 1956.
La Jocurile Olimpice de la Helsinki, a jucat în ambele meciuri și în meciul împotriva Republicii Federale Germania a marcat 2 goluri pentru naționala României.
La Jocurile Olimpice de la Melbourne, Șimon a apărut în toate meciurile și a marcat în total 5 goluri.